# Rózsa Ferenc-díj
A Rózsa Ferenc-díj a Minisztertanács által 1959-ben alapított díj volt, újságírók elismerésére.  Első ízben 1960-ban, utoljára 1989-ben adományozták. Ez idő alatt 192 fő kapta meg. Azok a kiemelkedő munkát végző újságírók kaphatják, akik "a szocializmus ügye iránti elkötelezettséggel, magas színvonalon tesznek eleget hivatásuknak, munkásságukkal a nyomtatott sajtóban, a rádióban vagy a televízióban adnak hű képet hazánk és a bennünket körülvevő világ fejlődéséről és gondjairól, őszinte és igényes tájékoztatással, a politikai és a kulturális nevelés eszközeivel is mozgósítanak közös céljainkért".
Az eredetileg 3 fokozatban évenként adományozható díjat kezdetben a művelődésügyi miniszter, 1970-től a Minisztertanács Tanácsi Hivatalának elnöke adományozta. A díjak átadására 1969-ig a Magyar Sajtó Napján (december 7.), 1970-től minden év április 4-én került sor. Az 1970-es évek közepétől a kitüntetés fokozat nélküli volt.
A Rózsa Ferenc-díj 1990-ben megszűnt. A  Táncsics Mihály-díj váltotta fel.

## Kitüntetettjei
| - Aczél Endre (1988) - Ács Vera (1965) - Almási István (1961) - Antalffy Gyula (1965) - Árkus István (1960) - Árkus József (1975) - Avar János (1985) - Bajnok Zsolt (1977) - Bajor Nagy Ernő (1965) - Baktai Ferenc (1960) - Báling József (1986) - Baló György (1982) - Bán Béla (1979) - Bánkúti Gábor (1983) - Bányász Béla (1969) - Baracs Dénes (1986) - Barát József (1989) - Barcs Sándor (1971) - Baróti Géza (1962) - Benda László (1985) - Benedek István Gábor (1988) - Benedek Miklós (1986) - Bényei József (1984) - Bernáth László (1983) - Berta Béla (1979) - Bokor László (1986) - Boldizsár Iván (1967) - Borbély Pál (1987) - Boros Lászlóné (1975) - Bossányi Katalin (1986) - Burget Lajos (1988) - Burján Sándor (1975) - Búzás Andor (1979) - Buzási János (1972) - Chrudinák Alajos (1977) - Czirfusz János (1974) - Csatár Imre (1979) - Cserhalmi Imre (1987) - Demeter Imre (1965) - Diósdi László (1985) - Dobsa János (1980) - Dolecskó Kornélia (1980) - Dutka Mária (1960) - E. Fehér Pál (1967) - Eck Gyula (1985) - Éliás Béla (1979) - Eötvös Pál (1986) - Fábián Ferenc (1979) - Faragó Jenő (1985) - Faragó Vilmos (1987) - Fekete Sándor (1984) - Fodor Gábor (1964) - Fodor László (1972) - Földes Anna (1985) - Földes György (1967) - Földes István (1963) - Földesi József (1989) - Földi Iván (1985) - Follinus János (1987) - Friedmann Endre (1987) - Gách Marianne (1985) - Garam József (1964) - Gárdos Miklós (1979) - Gedeon Pál (1961) - Gerencsér Miklós (1979) - Gerő János (1967) - Gombó Pál (1980) - Gömöri Endre (1983) - Grandpierre Lajos (1960) - György István (1963) - Gyulai István (1986) - Gyurkó Géza (1961) - Hajdú János (1978) - Hámori Ottó (1962) - Hári Sándor (1986) - Harmat Endre (1986) - Heltai András (1981) - Horvát János (1986) - Horváth József (1962) - Horváth J. Ferenc (1981) - Iglói Zoltán (1983) - Ipper Pál (1969) - Jávori Béla (1975) - Kalmár György (1964) - Kékesdi Gyula (1965) - Keserű Ernő (1986) - Kis Csaba (1971) - Kispista István (1979) - Kocsis Tamás (1987) - Komját Irén (1972) - Komlós János (1961) - Koncz István (1978) - Kopka János (1981) - Korompai Erik (1984) - Kovács Jenő (1977) - Kovács Judit (1977) - Kovalik Károly (1984) - Köves Tibor (1978) - Kristóf Attila (1967) - Kulcsár István (1986) | - Lázár István (1989) - Lózsy János (1977) - Lőkös Zoltán (1963) - Lukács László (1969) - Lukács József (1963) - Lukács Sándorné (1969) - Macsári Károly (1967) - Máriássy Judit (1983) - Márkus Gyula (1982) - Márton Anna (1975) - Máté György (1965) - Matolcsy Károly (1980) - Mátrai Betegh Béla (1974) - Matúz Józsefné (1972) - Megyeri Károly (1969) - Mester Ákos (1988) - Mészáros Ottó (1980) - Mihályfi Ernő (1962) - Mikes György (1971) - Mitzki Ervin (1977) - Nagy Jenő (1987) - Nemes György (1972) - Nemes János (1983) - Németh Irén (1971) - Novotny Zoltán (1988) - Ónody György (1982) - Ordas Nándor (1969) - Paizs Gábor (1978) - Pálfy József (1964) - Pálos Tamás (1985) - Perjés Klára (1979) - Peterdi Pál (1984) - Pethő Tibor (1963) - Petress István (1981) - Pintér Dezső (1986) - Pirityi Sándor (1984) - Polgár Dénes (1965) - R. Székely Julianna (1988) - Rácz Lajos (1974) - Rajcsányi Károly (1975) - Rajk András (1978) - Randé Jenő (1961) - Rapcsányi László (1978) - Rényi Péter (1960) - Réti Ervin (1969) - Ritter Aladár (1988) - Róbert László (1971) - Rózsa László (1967) - Ruffy Péter (1960) - Sági Ágnes (1983) - Salgó László (1967) - Sándor István (1986) - Sárközi Andor (1964) - Sebes Tibor (1971) - Simon Ferenc (1979) - Simonffy Géza (1963) - Sólyom József (1961) - Soltész István (1974) - Sugár András (1974) - Sulyok Katalin (1982) - Szabó László (1971) - Szabó L. István (1983) - Szántó Jenő (1982) - Szántó Miklós (1985) - Szapudi András (1987) - Szathmári Gábor (1986) - Szászi József (1986) - Szécsi Éva (1984) - Szekulity Péter (1971) - Szél Júlia (1986) - Szemes Piroska (1975) - Szentkirályi János (1964) - Szepesi György (1962) - Tábori András (1971) - Tóth Benedek (1984) - Vadász Ferenc (1981) - Vajda Péter (1974) - Varga György (1982) - Várhelyi Tamás (1969) - Várkonyi Margit (1978) - Várkonyi Tibor (1972) - Várnai Ferenc (1975) - Vass Ottó (1979) - Vértes Éva (1980) - Vértessy Sándor (1975) - Vető József (1962) - Vigovszky Ferenc (1978) - Vince Mátyás (1989) - Vitray Tamás (1971) - Zay László (1989) - Zsigmondi Mária (1974) - Zsolt Róbert (1981) |